# Ostsee-Schmuck
Die Ostsee-Schmuck GmbH ist ein in Ribnitz-Damgarten ansässiges mittelständisches Unternehmen der Schmuckindustrie. Das Unternehmen entstand aus dem VEB Ostseeschmuck, dem in der DDR bedeutendsten Produzenten und Exporteur von mit Bernstein verziertem Silberschmuck. Organisatorisch war der DDR-Betrieb bis 1990 in den VEB Kombinat Musikinstrumente Markneukirchen/Klingenthal eingegliedert.

## Geschichte
Der Silberschmied Georg Kramer jun. gründete 1771 in Ribnitz die Firma G. Kramer jun. 1932 begann dessen Nachfahre, der Goldschmiedmeister Walter Kramer, damit, den Silberschmuck mit Meeresmotiven aus Bernstein zu verzieren. Aufgrund des großen Erfolgs ließ Walter Kramer 1939 den Namen Fischlandschmuck markenrechtlich schützen. Das Unternehmen beschäftigte zu der Zeit 100 Mitarbeiter und firmierte unter dem Namen Fischland GmbH.
Nach dem Zweiten Weltkrieg, am 1. Juli 1948, kam es zur Enteignung durch die SMAD, infolgedessen Walter Kramer in den Westen nach Lübeck floh und später nach Travemünde umsiedelte, um die Geschäfte dort weiterzuführen. Das zwangsverstaatlichte Unternehmen firmierte noch für kurze Zeit unter dem Namen VEB Fischlandschmuck, der aber nach einem verlorenen Rechtsstreit in VEB Ostsee-Schmuck geändert werden musste. Der Betrieb entwickelte sich in den 1960er Jahren zum größten Lieferanten und Hersteller von Bernstein- und Silberschmuck in der DDR. 
Gepunzt wurden die Arbeiten jetzt mit einem stilisierten Fisch (im Gegensatz zum Fischlandschmuck, dessen Punze aus den Buchstaben GK in gotisierendem Fenster bestand).
Da die Sowjetunion einen Großteil der Bernsteinvorräte selber verwendete, kam es Anfang der 1970er Jahre zu einem Mangel an Rohstoffen. Daraufhin forderte 1974 der VEB Ostseeschmuck in Zeitungsannoncen die Bürger der DDR dazu auf, dem Unternehmen Bernstein zuzuschicken. Da sich die Zusendungen aus der Gegend um Bitterfeld auffällig mehrten, beauftragte das Unternehmen Geologen mit der Suche nach Bernsteinvorkommen im Umfeld des Braunkohletagebaus bei Bitterfeld. Reichhaltige Vorkommen von Bernstein führten bald dazu, dass die Grube Goitsche zur Bernsteinförderung verwendet wurde.
Im April 1992 firmierte der Hersteller im Rahmen der Privatisierung in Ostsee-Schmuck GmbH um. Die Ostsee-Schmuck GmbH produziert noch heute mit Bernstein verzierten Schmuck aus Gold und Silber und ist nach eigenen Aussagen der größte Schmuckproduzent in den neuen Bundesländern.
Am 9. Juni 2000 wurde der neue Firmensitz in Damgarten eröffnet, der eine Schau-Manufaktur sowie ein Bernsteinschmuck-Ausstellung beherbergt.

## Fischlandschmuck
Als „Fischlandschmuck“ bezeichnet man heute nicht die Produkte der späteren VEB Ostsee-Schmuck, sondern den Schmuck, den das Unternehmen G. Kramer jun. produzierte, das Walter Kramer bis 1948 in Ribnitz und nach seiner Flucht in Travemünde betrieb. Seit 2009 hat eine Ribnitzer Bernsteingalerie die Patentrechte inne.
Charakteristisch für den Fischlandschmuck sind die Verwendung eines oder mehrerer Naturbernsteine und ihre handgefertigte Einfassung aus Silber mit teilweise plastisch und filigran applizierten maritimen Motiven wie Fischen, Seesternen, Ankern oder Segelschiffen. Zur Kollektion zählten Ringe, Armbänder, Halsketten, Broschen, ferner Löffel, Vorlegegabeln, Tortenheber, Serviettenringe. Die Applikationen wurden manuell aufgelötet, im Gegensatz zu den Produkten der Ostsee-Schmuck, die üblicherweise nur gegossen wurden. Die Arbeiten der Kramer-Manufaktur unterscheiden sich durch die qualitativ hochwertige Verarbeitung von der Massenproduktion des DDR-Betriebs.

## Verweise
- Literatur über Ostsee-Schmuck in der Landesbibliographie MV